# Ilford FP

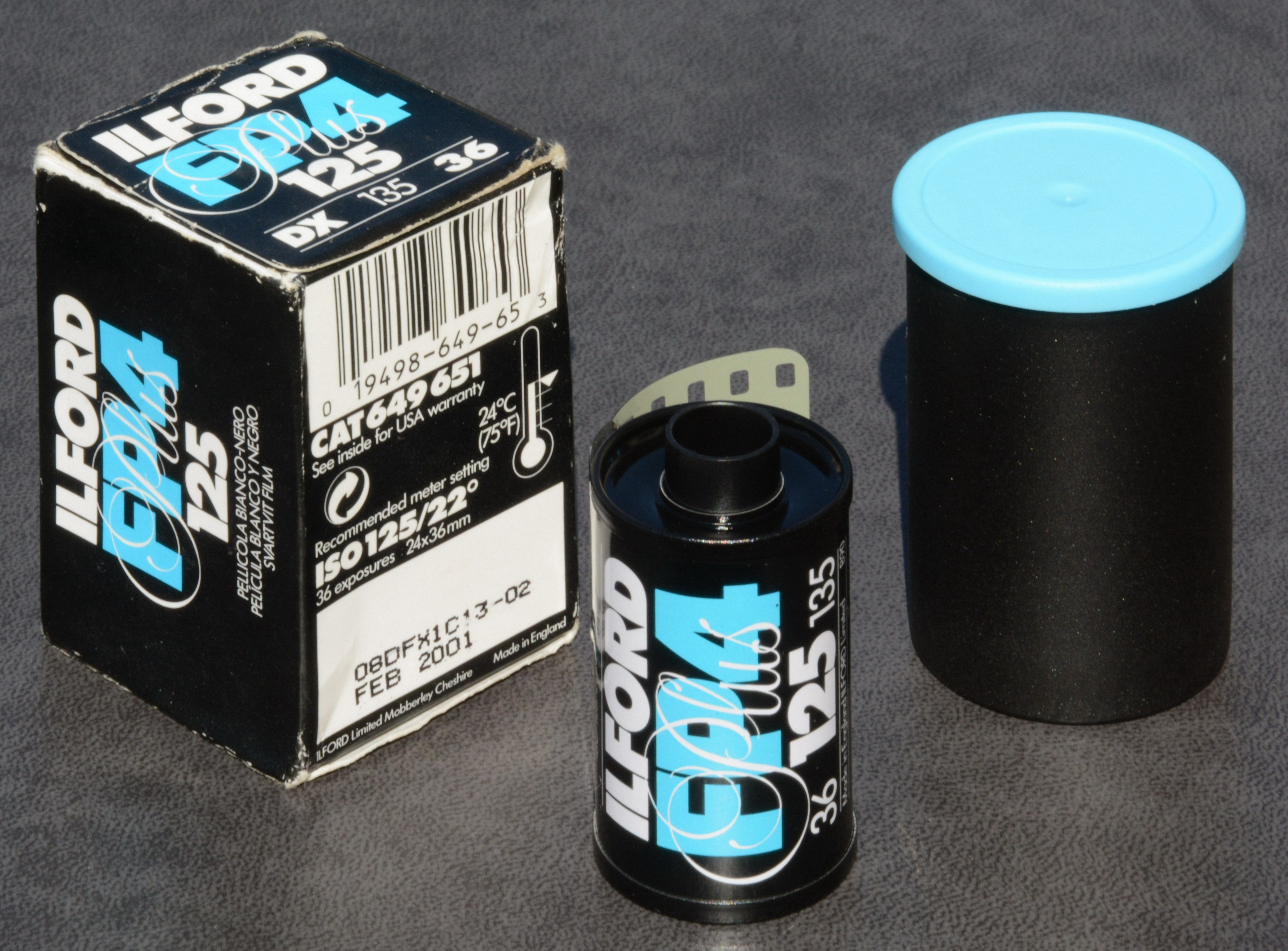
Ilford FP4

FP è un film in bianco e nero a grana cubica di Ilford Photo con una lunga storia. Ha avuto origine nel 1935 come pellicola a rulli pancromatici a grana fine. Come il film HP, da allora ha attraversato diverse versioni, con l'ultima FP4 plus ('FP4+ in breve). 
Il film è noto per essere versatile, con risultati utilizzabili anche con sottoesposizione di due stop sottoesposti o con sovraesposizione di sei stop.